# Clusia gaudichaudii
Clusia gaudichaudii är en tvåhjärtbladig växtart som beskrevs av Jacques Cambessèdes. Clusia gaudichaudii ingår i släktet Clusia och familjen Clusiaceae. Inga underarter finns listade i Catalogue of Life.